# Antoni Kobylnicki
Antoni Kobylnicki herbu Prawdzic – chorąży wyszogrodzki w 1752 roku, łowczy wyszogrodzki, starosta wyszogrodzki w 1794 roku.
Był elektorem Stanisława Augusta Poniatowskiego w 1764 roku z ziemi wyszogrodzkiej.